# Tolype
Tolype is een geslacht van vlinders van de familie spinners (Lasiocampidae), uit de onderfamilie Macromphaliinae.

## Soorten
- T. abdan Schaus, 1924
- T. abstersa (Felder, 1874)
- T. adolla Dyar, 1911
- T. adventitia Draudt, 1927
- T. albiapicata (Schaus, 1915)
- T. albula (Druce, 1897)
- T. alegra Dognin, 1922
- T. aroana Schaus, 1906
- T. austella Franclemont, 1973
- T. biapicata Dognin, 1912
- T. bipunctata (Giacomelli, 1911)
- T. caieta Druce, 1897
- T. castralia (Jones, 1912)
- T. catharina Draudt, 1927
- T. celeste Dyar, 1911
- T. cinella Schaus, 1906
- T. columbiana Schaus, 1906
- T. cupriflua Draudt, 1927
- T. cydona Schaus, 1936
- T. damnata Schaus, 1936
- T. dayi Blackmoore, 1920
- T. denormata Draudt, 1927
- T. disciplaga Draudt, 1927
- T. distincta French, 1890
- T. dollia Dyar, 1911
- T. dulcis Draudt, 1927
- T. dyari Draudt, 1927
- T. effesa Draudt, 1927
- T. egena Draudt, 1927
- T. erisa Schaus, 1936
- T. fasciatus Druce, 1906
- T. ferrugo Draudt, 1927
- T. flexivia Dognin, 1916
- T. frenata Schaus, 1936
- T. fumosa (Dognin, 1905)
- T. gelima Schaus, 1906
- T. gelnwoodi Barnes, 1900
- T. guentheri Berg, 1883
- T. hella (Herrich-Schäffer, 1854)
- T. incerta (Dognin, 1905)
- T. indecisa (Walker, 1855)
- T. innocens (Burmeister, 1878)
- T. intercalaris Draudt, 1927
- T. interstriata (Dognin, 1912)
- T. iridescens (Walker, 1865)
- T. janeirensis Schaus, 1936
- T. lanuginosa Schaus, 1896
- T. laricis (Fitch, 1856)
- T. lasthenioides (Dognin, 1912)
- T. lemoulti Schaus, 1910
- T. loisa Schaus, 1940

- T. lowriei Barnes & McDunnough, 1918
- T. magnidiscata (Dognin, 1916)
- T. marynita Schaus, 1936
- T. mayelisae Franclemont, 1973
- T. medialis (Jones, 1912)
- T. mediocris Draudt, 1927
- T. melascens Schaus, 1936
- T. meridensis Dognin, 1912
- T. minta Dyar, 1927
- T. miscella Dognin, 1916
- T. mollifacta Dyar, 1926
- T. mota Dyar, 1911
- T. nana Druce, 1887
- T. nebulosa Schaus, 1906
- T. nigra (Dognin, 1916)
- T. nigribarbata (Dognin, 1912)
- T. nigricaria Cassino, 1928
- T. nigripuncta (Schaus, 1906)
- T. notialis Franclemont, 1973
- T. nuera (Dognin, 1894)
- T. obscura Dognin, 1923
- T. pauperata (Burmeister, 1878)
- T. pelochroa Berg, 1883
- T. pellita Draudt, 1927
- T. perplexa (Schaus, 1912)
- T. peruviana Dognin, 1916
- T. phyllus Druce, 1897
- T. picta (Felder, 1874)
- T. poggia Schaus, 1906
- T. praepoggia Dognin, 1916
- T. pulla Draudt, 1927
- T. quiescens Schaus, 1936
- T. regina (Dognin, 1912)
- T. salvadora Dognin, 1912
- T. scaenica Draudt, 1927
- T. serralta (Jones, 1912)
- T. silveria (Cramer, 1781)
- T. simulans (Walker, 1855)
- T. songoaria Schaus, 1936
- T. sorex Draudt, 1927
- T. suffusa (Jones, 1912)
- T. tarudina Draudt, 1927
- T. tenebrosa (Walker, 1855)
- T. tolteca Neumoegen, 1892
- T. undulosa (Walker, 1855)
- T. velleda (Stoll, 1791)
- T. ventriosa Draudt, 1927
- T. vespertilio Draudt, 1927
- T. villanea Dognin, 1897
- T. viuda (Schaus, 1924)